# Käthe Dassler
Käthe Dassler, född Katherina Martz den 17 juli 1917 i Pirmasens, död 31 december 1984 i Erlangen, var en tysk företagsledare. 
Käthe Dassler drev tillsammans med maken Adolf "Adi" Dassler familjeföretaget Adidas från 1948. Efter makens död 1978 ledde Käthe Dassler företaget tillsammans med sonen Horst Dassler.
Käthe Dassler var dotter till Franz Martz, en skotillverkare från Pirmasens, en stad känd för sin skotillverkning. Hon träffade Adi Dassler 1932 när han gick i lära vid yrkesskolan för skotillverkning i Pirmasens, där hennes fader var en av lärarna. Paret gifte sig 1934 och hon flyttade med sin make till staden Herzogenaurach, där företaget Adidas grundades. Äktenskapet resulterade i fem barn.
1982 utsågs Käthe Dassler till hedersmedborgare i staden Herzogenaurach och tilldelades det tyska förtjänstskorset.